# 梅渚镇 (郎溪县)
梅渚镇，是中华人民共和国安徽省宣城市郎溪县下辖的一个乡镇级行政单位。

## 行政区划
梅渚镇下辖以下地区：
街道社区、大梁村、镇东村、黎明村、桃园村、周家村、定埠村和中房村。